# Chaerephon chapini
Chaerephon chapini är en fladdermusart som beskrevs av J. A. Allen 1917. Chaerephon chapini ingår i släktet Chaerephon och familjen veckläppade fladdermöss.
Inga underarter finns listade i Catalogue of Life. Wilson & Reeder (2005) skiljer mellan två underarter.
Hannar har en stor tofs på hjässan mellan öronen. Honornas tofs är inte lika påfallande. Tofsens hår kan vara upp till 1,2 cm långa och de är rödaktiga längre framåt samt vita bakåt. Med en absolut kroppslängd av cirka 15 cm och en ingående svans som är lite längre än 3 cm är arten en medelstor medlem i släktet Chaerephon. Underarmarnas längd är 3,4 till 3,9 cm. Pälsen på ovansidan bildas av hår som är nästan vita nära roten och annars kanelbruna. På undersidan förekommer gråbrun päls. Typiska är en längsgående vit strimma på buken och en smal vit linje där flygmembranen och bålen möts. Själva flygmembranen har en vit färg, förutom nära bålen där den är gul med svarta punkter. Dessutom har svansflyghuden en brun färg.
Denna fladdermus förekommer främst i centrala Afrika från Etiopien till norra Namibia och norra Botswana. En mindre population finns i Elfenbenskusten och Ghana. Habitatet utgörs av savanner med trädgrupper och galleriskogar.
Chaerephon chapini jagar med hjälp av ekolokalisering och lätets frekvens ligger mellan 19 och 22 kHz. Djuret lever i låglandet och i kulliga områden upp till 450 meter över havet.